# Фарафоновка
Фарафоновка — деревня в Кашинском городском округе Тверской области России.

## География
Деревня находится на берегу реки Вонжа в 3 км на юго-восток от города Кашина.

## История
В 1859 году владельческая деревня Фарафонтово 2-го стана Кашинского уезда Тверской губернии располагалась на Калязинском тракте, на реке Вонжа при ручье Фарафонтов. В 5 дворах проживало 23 мужчины и 20 женщин.
В конце XIX — начале XX века деревня входила в состав Подберезской волости Кашинского уезда Тверской губернии. 
С 1929 года деревня являлась центром Фарафоновского сельсовета Кашинского района Кимрского округа Московской области, с 1935 года — в составе Калининской области, с 1994 года — центр Фарафоновского сельского округа, с 2005 года — центр Фарафоновского сельского поселения, с 2018 года — в составе Кашинского городского округа.
В годы советской власти в деревне располагалось правление колхоза "Путь Ильича".

## Население
| 1859 | 1889 | 1997 | 2002 | 2010 |
| ---- | ---- | ---- | ---- | ---- |
| 43   | ↗82  | ↗230 | ↗241 | ↘222 |